# 83 Beatrix
Beatrix /ˈbiːətrɪks/ (định danh hành tinh vi hình: 83 Beatrix) là một tiểu hành tinh hoàn toàn lớn, di chuyển theo quỹ đạo ở phần bên trong của vành đai tiểu hành tinh. Tiểu hành tinh này do Annibale de Gasparis phát hiện ngày 26 tháng 4 năm 1865. Đây là khám phá tiểu hành tinh cuối cùng của ông. Căn cứ vào một lần Beatrix che khuất một sao, quan sát vào ngày 15 tháng 6 năm 1983, người ta đã xác định đường kính của nó ít nhất là 68 km. Và nó được đặt theo tên Beatrice Portinari, người yêu của Dante Alighieri và được ông làm cho bất tử trong các tác phẩm La Vita Nuova và The Divine Comedy của mình.